# Ladi Geisler
Miloslav Ladislav „Ladi“ Geisler (* 27. November 1927 in Prag; † 19. November 2011 in Hamburg) war ein deutscher Jazz- und Studiomusiker (Gitarrist, Bassgitarrist). Sein „Knackbass“ prägte den Sound des Orchesters von Bert Kaempfert.

## Leben und Wirken

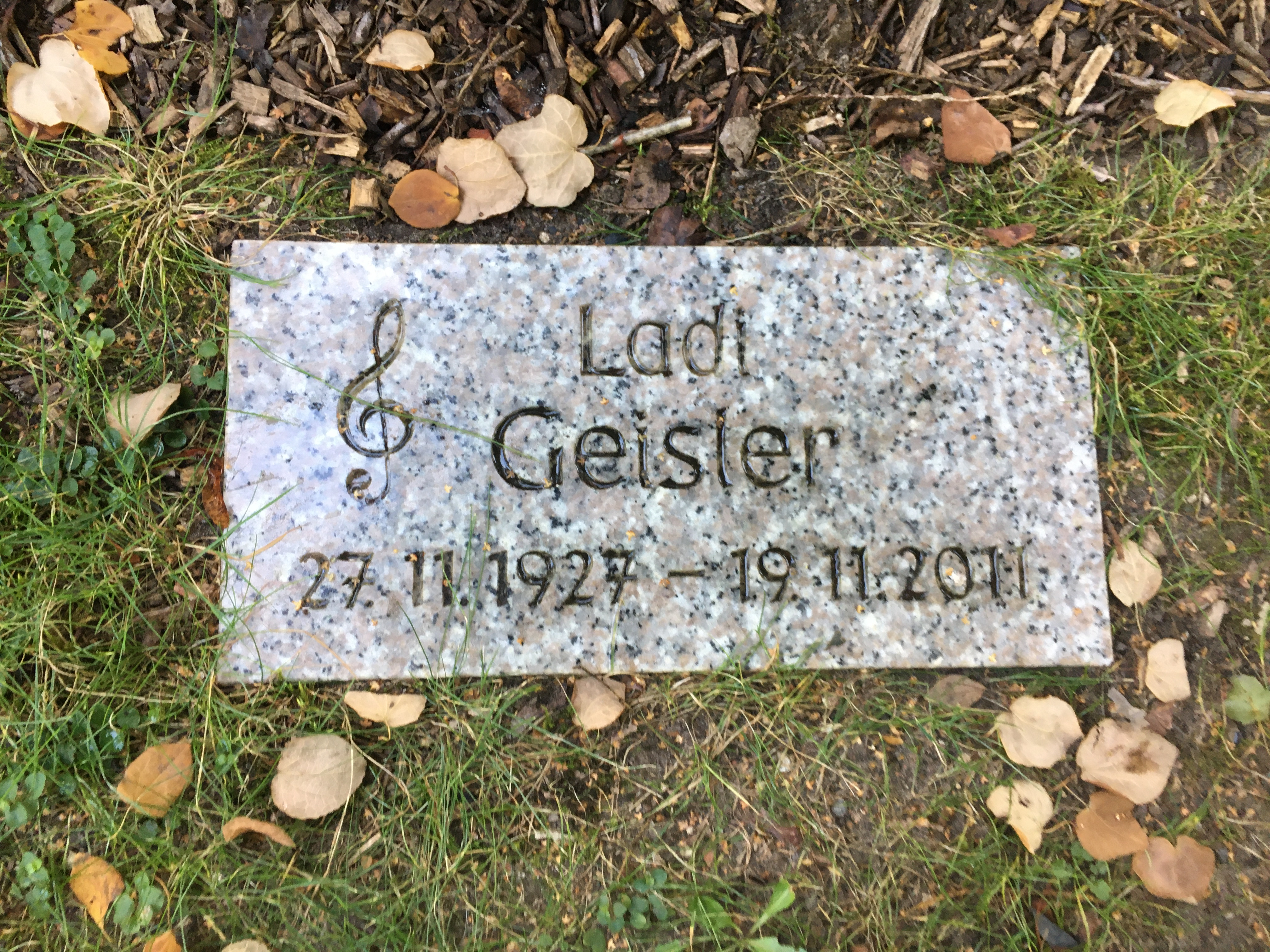
Grabstätte Ladi Geisler auf dem Friedhof Ohlsdorf

Geisler erhielt als Kind Geigenunterricht und lernte bald auch Trompete. Er sollte zunächst als Ingenieur in der Elektrofirma arbeiten, in der sein Vater als Direktor tätig war. In der letzten Phase des Zweiten Weltkrieges wurde Geisler zur deutschen Luftwaffe eingezogen, wo er an dem Kampfflugzeug Heinkel He 162 ausgebildet wurde. Anschließend geriet er in britische Gefangenschaft und kam in ein dänisches Kriegsgefangenenlager. Mithilfe eines Mitgefangenen entwickelte Geisler eine E-Gitarre und erlernte als Autodidakt das Gitarrespielen. Sein Vorbild war Oscar Moore, Gitarrist des amerikanischen Sängers Nat King Cole. Im Lager machte er auch die Bekanntschaft mit dem deutschen Musiker Horst Wende, der ihn nach der Entlassung mit nach Deutschland nahm und ihn zum Gitarristen seines „Horst-Wende-Trios“ machte.
Über Horst Wende bekam Geisler Kontakt zum NWDR, und nach der Ausgründung des NDR erhielt er 1955 eine Festanstellung als Gitarrist im NDR-Tanzorchester unter Leitung von Franz Thon. Daneben spielte er weiter bei Horst Wende, der inzwischen einen Vertrag bei der Plattenfirma Polydor hatte. Die Horst-Wende-Band trat u. a. auch in dem Hamburger Nachtlokal „Tarantella“ auf. Dort kam es zum Zusammentreffen zwischen Ladi Geisler und Freddy Quinn, aus der sich eine langjährige Zusammenarbeit entwickelte. Bis Anfang der 1960er Jahre wirkte Geisler bei zahlreichen Plattenaufnahmen von Freddy Quinn mit.
Zu diesem Zeitpunkt hatte sich Geisler bereits zu einem profilierten Gitarristen entwickelt. Beim NDR wurde er vielseitig eingesetzt, so war er mit dem NDR-Sinfonieorchester auch an der Uraufführung eines Werkes von Pierre Boulez auf dem Edinburgh Festival beteiligt. Neben Polydor arbeitete er auch für andere Plattenfirmen und begleitete weitere Sänger wie Evelyn Künneke, Greetje Kauffeld, Friedel Hensch, Esther und Abi Ofarim oder Hildegard Knef. Von James Last kaufte er Ende der 50er Jahre dessen Gibson EB Bassgitarre, mit der er seinen legendären „Knackbass“ Sound entwickelte und den er dann bei den ersten Aufnahmen als Mitglied des Easy-Listening-Orchesters von Bert Kaempfert verwendete. Später setzte er ein Fender Jazz Bass Modell ein. Zuletzt benutzte er einen Fender Precision Bass, wenn er zu Live- oder Recording Sessions eingeladen wurde.
Bereits 1958 hatte er bei der Plattenfirma Telefunken mit Happy Guitar / Samba estrella seine erste Soloplatte aufgenommen. Bei Philips und Ariola, aber hauptsächlich bei Polydor nahm er bis 1965 weitere Soloplatten auf, zum Teil mit der Polydor-Band „The Playboys“. Unter ihrem Namen erreichte er 1961 mit der Coverversion des Welthits Wheels Platz 19 in den deutschen Hitlisten. Als freiberuflicher Musiker war er bei allen führenden deutschen Plattenfirmen begehrt und wirkte in manchen Jahren bei bis zu 1500 Aufnahmen mit. Mit dem Orchester Alfred Hause ging er noch 1988 und 1990 auf Tournee durch Japan.
In den 1990er Jahren gründete er sein eigenes Musikstudio, das „Studio 17“ und wandte sich verstärkt dem Jazz zu. Er gründete eine eigene Jazz-Band, arbeitete mit Günter Fuhlisch zusammen und war zuletzt mit dem „Elbenquintett“ zu hören. Über mehrere Jahre war Geisler als Vorsitzender im Deutschen Komponistenverband Landesverband Norddeutschland und im Vorstand der GEMA tätig.
Im Frühjahr 2010 war er an den Aufnahmen für Helen Schneiders aktuelle Swing-CD – einer Hommage an Bert Kaempfert – als Bassist beteiligt.
Ab Juli 2010 spielte Ladi Geisler einen speziell auf seine klanglichen Wünsche hin entwickelten und abgestimmten, kompakten und leichten Gitarrenverstärker. Mit dessen Hilfe sowie dem Klang seiner Gibson L-4 CES Gitarre und seinem einzigartigen Gefühl für Rhythmus- und Solospiel erzeugte er seinen unverwechselbaren Gitarrenton und begeisterte sein Publikum bei zahlreichen Liveauftritten.
Ladi Geisler verstarb am 19. November 2011 kurz vor seinem 84. Geburtstag in Hamburg. Seine letzte Ruhestätte fand er auf dem dortigen Friedhof Ohlsdorf in der Grablage S 29/15.

## Preise und Auszeichnungen
2003 wurde ihm der Louis-Armstrong-Gedächtnispreis von Swinging-Hamburg e.V.  verliehen.

## Diskografie

### Solo-Singles
- Happy Guitar / Samba estrella, Telefunken, 1958
- Red River Rock / Dreaming Guitar, Polydor, 1960
- Navajo / Lonely Guitar, Philips, 1961
- Auf einem persischen Markt / Immer nur lächeln, Polydor, 1961
- Amazon Paddleboat / Tomahawk, Polydor, 1962
- Guitar Tango / Zwei Gitarren, Polydor, 1962
- Little Geisha / Helena, Polydor, 1963
- Alte Kameraden / Einzug der Gladiatoren, Ariola, 1965

### Langspielplatten und CDs
- Mr. Guitar, LP, Polydor, 1962
- Girls, Girls, Girls, LP, BASF, 1964
- Memories Of Spain, LP, Ex Libris, 1968
- Guitar a la Carte Vol. 1, LP, AMG, 1968
- Guitar a la Carte Vol. 2, LP, AMG, 1969
- Guitar mit Disco 74, LP, Columbia, 1973
- Swinging Guitar, LP, Intercord, 1977
- Gitarrenträume unter Palmen, Intercord, LP, 1978
- Classics with the guitar, LP, EMI
- Die Rock-Gitarre von Ladi Geisler, LP, BearFamily, 2000
- Minor Swing, CD, BearFamily, 2000
- Mr. Guitar, CD, BearFamily, 2000
- Those Were The Days, CD, BearFamily, 2003
- Günter Märtens trifft Ladi Geisler. Anekdoten eines Gitarrenspielers, CD, BearFamily, 2007 (Audiobuch)

## Lexikalische Einträge
- Jürgen Wölfer: Jazz in Deutschland. Das Lexikon. Alle Musiker und Plattenfirmen von 1920 bis heute. Hannibal, Höfen 2008, ISBN 978-3-85445-274-4.